# Helige Sten
Helige Sten, död 1482, var ett svenskt helgon. 
Sten ska ha varit en prater i dominikanorden. Han ska enligt sin helgonlegend framgångsrikt ha bett Gud att återuppväcka en nyligen avliden militär på dödsbädden så att denne kunde få absolution. Han blev efter sin död betraktad som ett helgon. 